# L'Ordre nouveau
Pour les articles homonymes, voir Ordre nouveau.
L'Ordre nouveau est une revue française publiée de 1933 à 1938.

## Historique
L'Ordre nouveau est une revue française fondée en 1933 par Robert Aron et Arnaud Dandieu dans le prolongement de la création, deux ans plus tôt, d'un groupe de réflexion homonyme.

## Direction
- Arnaud Dandieu, 1933
- Robert Aron, 1933-1938

## Collaborateurs
- Daniel-Rops
- Jean Jardin
- Alexandre Marc
- Denis de Rougemont